# Tim Drake
Pour les articles homonymes, voir Drake.
Timothy « Tim » Drake est un personnage de fiction créé par Marv Wolfman et Pat Broderick dans Batman #436 en 1989. Il porte le costume de Robin (succédant ainsi à Jason Todd), puis par la suite celui de Red Robin.

## Biographie

### Origines
Après la mort de Jason Todd, DC Comics se trouvait dans une situation délicate. En effet, les lecteurs avaient choisi d'éliminer Jason Todd, autant parce qu'ils n'aimaient pas le personnage de Jason Todd que par défi afin de voir si DC était capable de tuer un héros . De plus, le film Batman de 1989 ne faisait pas mention de Robin, ce qui donnait une raison de plus à DC Comics de se débarrasser du personnage. Ignorant tout cela, Denny O'Neil, l'éditeur en chef de DC, décida de réintroduire un nouveau Robin.
Tim Drake, qui deviendra le troisième Robin, est d'abord apparu en flashback dans Batman #436 (1989). Drake est un jeune garçon de 13 ans qui était fasciné par les aventures de Batman et Robin. Il arrive à faire le lien entre les Flying Graysons et Dick Grayson, le premier Robin. À l'âge de neuf ans, Tim Drake a réussi à découvrir la véritable identité de Batman et Robin, simplement grâce à ses talents de détective, et en les regardant se battre contre le Pingouin sur une vidéo de télésurveillance. Sur cette vidéo, Tim voit Robin effectuer un quadruple saut, mouvement que Dick Grayson avait effectué lors de la dernière représentation des Flying Graysons. Il est donc évident pour Tim que Robin n'est autre que Dick Grayson. 
Des années après, lorsque Batman sombre de plus en plus dans la violence à la suite de la mort de Jason, Tim va voir Dick afin d'essayer de le convaincre de reprendre son rôle en tant que Robin. Dick accepte d'assister Batman à nouveau, mais en gardant sa nouvelle identité de Nightwing. Tim, peu satisfait de la réaction de Dick, reste persuadé que Batman a besoin d'un Robin. Finalement, il arrive à convaincre Alfred de l'aider. Ce dernier lui procure un costume de Robin, et Tim en tant que Robin, est un élément essentiel dans la capture de Double-Face.
Dick et Alfred se rendent compte que Tim, en plus d'être un excellent Robin, est garant de la stabilité émotionnelle de Batman. Bien que Batman est peu enclin à avoir un autre partenaire, il admet à contrecœur que Tim a un fort potentiel. S'ensuivent des mois de tests physiques et psychologiques.
Cependant, bien avant que Tim ne prenne officiellement son rôle de Robin, ses parents, Jack et Janet sont capturés par un vilain dénommé « Obeah Man ». Batman vient à leur rescousse, mais pas avant que ces derniers ne soient empoisonnés. Janet meurt et Jack reste de nombreux mois dans le coma. Batman, ayant peur que Tim soit aveuglé par la rage et la vengeance, revient sur sa décision de l'engager comme Robin. Pourtant, Tim fait ses preuves lorsqu'il délivre Batman et Vicki Vale des griffes de l'Épouvantail. Il devient ainsi le nouveau Robin.

### L'entraînement à l'étranger
En plus de la série Batman, Drake est le premier Robin à avoir sa propre série (d'abord une mini série, puis une série régulière).
La mini-série Robin (sur cinq numéros de janvier à mai 1991, écrite par Chuck Dixon et scénarisée par Tom Lyle) a été créée immédiatement après la « nomination » de Tim Drake comme Robin. Batman, ayant toujours peur que Tim ne répète les erreurs du précédent Robin, l'envoie à Paris suivre des leçons d'arts martiaux chez le maître Rahul Lama. Là, il apprend l'art de la guérison et du combat. Malheureusement, Tim se retrouve au milieu d'un combat impliquant l'organisation criminelle de King Snake, les Ghost Dragons. Il rencontre Clyde Rawlins, un ancien agent de la DEA. D'une façon tout à fait inattendue, ils s'aperçoivent qu'ils ne sont pas les seuls sur les traces de King Snake. Lady Shiva, l'assassin de renommée internationale, désire tester ses capacités contre King Snake. Lady Shiva s'aperçoit toutefois que Tim a un fort potentiel de combattant, et décide de le prendre sous son aile. Elle lui apprend aussi à se servir d'un bō (le bō qu'il utilise par la suite est un cadeau de Lady Shiva).
Pendant ce temps, King Snake fabrique un violent virus. Rawlins, Shiva et Robin essaient de l'arrêter, mais Snake réussit à s'enfuir avec des échantillons. Il est traqué jusqu'à Hong Kong, où Rawlins perd la vie. King Snake est arrêté, et Shiva ordonne à Robin de l'exécuter. Elle considère que le fait de tuer un homme serait l'accomplissement ultime de Robin. Ce dernier refuse, Shiva tue King Snake.

### Plus qu'un simplefaire-valoir
Quand Robin revient à Gotham City, il commence officiellement sa carrière de partenaire de Batman. Il a droit à une autre mini-série, Robin II: Joker's Wild (octobre à décembre 1991), dans laquelle Tim affronte seul le meurtrier de Jason Todd, le Joker. La troisième mini-série, Robin III: Cry of Huntress (décembre 1992 à mars 1993) dans laquelle Tim et Huntress doivent affronter King Snake, qui n'était pas mort. Cette histoire s'ancre plus dans les difficultés de Robin de vivre son double statut d'adolescent et de héros, surtout par rapport à son père qui sort à peine du coma.   
La popularité des mini-séries amènent DC à lancer une série régulière en novembre 1993, libérant enfin Robin de l'emprise « Batmanesque ». Robin a ses propres ennemis, le Cluemaster, et le General. La série est sous la charge de Chuck Dixon et Tom Grummett.
Entre-temps, Jack Drake, le père de Tim, sort du coma mais perd l'usage de ses membres inférieurs. Le fait de se retrouver handicapé et d'avoir perdu sa femme lui donnent l'envie de se rapprocher de son fils. En effet, le fait que Tim soit proche de Bruce Wayne crée entre lui et son père un conflit. Cependant, ils se réconcilient. 
Grâce à l'aide du docteur Dana Winters, Jack Drake retrouve l'usage de ses jambes. Par la suite, Dana et Jack sortent ensemble. Cette relation est fort bénéfique pour Tim et Jack, Dana assurant un lien entre eux. Jack et Dana se marient.

### Young Justice et les Teen Titans
Comme Dick Grayson, Tim Drake se fait de nombreux alliés parmi les autres héros. Il a travaillé avec Superman, Wally West, Superboy et Bart Allen. Robin, Superboy et Kid Flash s'allient pour faire face à un super-vilain. Leur association fonctionne si bien qu'ils décident de créer leur propre équipe de super-héros, Young Justice, dont Robin devient le leader.
Pourtant, quand la JLA découvre que Batman possède des fichiers sur eux, Superboy, Wonder Girl, Artemis et Impulse ont des doutes sur les intentions de Robin. Toutefois, Young Justice se sépare à la suite de la mort de Donna Troy. Cyborg, Starfire et Beast Boy essaient de convaincre Robin, Superboy, Wonder Girl et Impulse de reformer les Teen Titans. Bien que Cyborg prenne le poste de leader des Titans, Robin est souvent considéré comme le leader des plus jeunes membres, allant même à l'encontre des Titans « vétérans ».

### Identity Crisiset Blüdhaven
Dans Identity Crisis, Tim et les autres héros essayent de protéger leurs amis et famille à la suite des attaques survenues aux membres de la Ligue de justice d'Amérique.
Une nuit, lorsque Batman et Robin enquêtent sur ces crimes, ils reçoivent une transmission d'Oracle dans laquelle elle dit que le père de Tim doit absolument parler à son fils. Il s'avère qu'un étranger a pénétré dans l'appartement des Drake, laissant un pistolet avec une note dans laquelle il est écrit qu'il doit se protéger. C'est en fait Captain Boomerang qui était embusqué. Le drame survient et Jack Drake et Captain Boomerang s'entretuent. Tim partage le même triste sort que Dick Grayson et Bruce Wayne ont connu, la perte de leurs parents.
Après Identity Crisis, Bruce Wayne se propose d'adopter Tim, qui n'était pas spécialement ravi de l'idée. Afin d'éviter cela, il falsifie des documents pour se créer un oncle devenant son tuteur légal. Il déménage à Blüdhaven, où est hospitalisée sa belle-mère pour des problèmes mentaux à la suite du meurtre de Jack Drake. Bien que Tim soit arrivé à couvrir ses traces, Bruce découvre la vérité. Tim est surpris de la réaction de Bruce, qui n'est pas en colère, mais plutôt impressionné par les talents de Tim. Ces évènements les réconcilient, et Tim consent finalement à être adopté par Bruce Wayne.

### Robin vs. Robin
Un nouveau vilain apparaît à Gotham sous le nom de Red Hood, une identité utilisée précédemment par le Joker. Il apparaît que ce Red Hood est en réalité Jason Todd, pourtant déclaré mort depuis longtemps.
Cependant, Tim Drake n'apparaissant pas, aucune confrontation entre Robin et Robin n'a lieu (pas directement en tout cas) et ce, malgré la présence de Dick Grayson et de Jason Todd.

### Indépendance
Lorsque Batman meurt pendant Final Crisis, Tim enfile le costume de Batman durant Battle for the Cowl pour combattre Jason Todd, qui s'était approprié le rôle. Lorsque Dick Grayson décide d'assumer officiellement la cape du Chevalier Noir et de prendre Damian Wayne en tant que Robin plutôt que lui, Tim s'approprie l'identité de Red Robin utilisée précédemment par des criminels. Il garde cette identité même après le retour de Bruce Wayne en tant que Batman.

## Pouvoir et capacités

### Intelligence
Tim excelle en tant que détective, grâce à son intelligence largement supérieure à la moyenne. Cela a été prouvé lorsqu'il a découvert les identités secrètes de Batman, Nightwing, Jason Todd, Huntress, Captain Marvel et de nombreux autres, sans aucune aide extérieure.

### Costume et équipement
Le costume de Tim Drake est légèrement différent de ceux de Grayson et Todd. Batman a voulu augmenter la protection du costume. Sa tunique est une armure, et il possède un équipement varié, comme un shuriken en forme de « R », des batarangs, un bō (son arme principale), ainsi que divers autres objets de sa composition. En tant que Red Robin, Tim porte un costume presque semblable à celui qu'il avait en tant que Robin, mais il change quelques éléments, comme sa cape, plus proche des ailes d'un oiseau, ou le fait qu'il porte un masque proche de celui de Batman, bien qu'il ne le porte plus. Son équipement reste toutefois le même.

## Vie privée
Au début de sa carrière, ce qui sépare Tim des autres Robin est le fait que ses parents sont encore en vie lorsqu'il commence sa carrière ; sa mère toutefois, est assassinée avant que Drake devienne Robin. Son père est plus tard tué par Captain Boomerang.
Les amis de Tim sont Conner Kent (Superboy), Cassandra Sandsmark (Wonder Girl), Bart Allen (Kid Flash). Tim est très proche de Dick Grayson avec lequel il partage une relation très fraternelle. Le héros préféré de Tim est Ted Kord qu'il a rencontré par l'intermédiaire de Barbara Gordon.
En outre, Tim a eu une relation amoureuse assez complexe avec Stéphanie Brown, alias Spoiler. Lorsqu'il dut temporairement interrompre sa carrière de Robin, elle le remplaça un temps, puis fut renvoyée par Batman et tuée.

### Coming out
Dans les pages de Batman: Urban Legends #4 (juin 2021), Tim retrouve un de ses amis, Bernard Dowd, qui finit par se faire kidnapper. Durant son sauvetage au cours de Batman: Urban Legends #6 (août 2021), Bernard demande à Robin, s'il ne s'en sortait pas, d'aller trouver son ami Tim Drake et de lui dire que c'est grâce à lui qu'il a découvert la personne qu'il était vraiment et qu'il aurait aimé terminer leur rendez-vous. Peu après, Tim se rend chez Bernard. Ce dernier lui demande s'il souhaite un nouveau rendez-vous avec lui ("go on a date" en VO), ce que Tim accepte, révélant ainsi sa bisexualité,. Tim Drake et Bernard Dowd partagent un baiser sur la couverture de Tim Drake: Robin Vol 1 #6. Celui-ci est considéré comme le premier baiser entre deux hommes sur la couverture d'un comic de superhéros.
Tim révélera peu après sa relation avec Bernard à Batman, ce dernier lui répondant alors qu'il est heureux pour lui (Batman: Urban Legends #10, décembre 2021).

## Graphic novels
| Titre                                  | Numéros composant la série                    |
| Mini-séries                            | Mini-séries                                   |
| -------------------------------------- | --------------------------------------------- |
| Robin                                  | Robin (mini-série) #1-5                       |
| Robin II: The Joker's Wild!            | Robin II #1-4                                 |
| Robin III: Cry of the Huntress         | Robin III #1-6                                |
| Showcase '93                           | Showcase '93 #5-6, 11-12                      |
| Série régulière                        |                                               |
| A Hero Reborn                          | Batman #455-457, Robin #1-5 (Série régulière) |
| Flying Solo                            | Robin #1-6, Showcase '94 #5-6                 |
| Unmasked                               | Robin #121-125                                |
| Robin/Batgirl: Fresh Blood             | Robin #132-133, Batgirl #58-59                |
| To Kill a Bird                         | Robin #134-139                                |
| Autres                                 |                                               |
| Tragedy and Triumph                    | Detective Comics #618-621, Robin II #1-5      |
| Robin 80 page giant #1: Nature's Bride | numéro spécial                                |

## Apparitions

### Comics
- 1989 : Batman : a lonely place of dying : Tim Drake devient le troisième Robin.
- 1992 : Robin
- 1992 : Robin II: Joker's Wild
- 1992 : Robin III: Cry of Huntress
- 1993 : Knightfall (Part One : Broken Bat) : recueil d'aventures qui retracent le premier affrontement entre Batman et Bane.
- 1993 : Knightfall (Part Two: Who Rules The Night) : suite de cette série où brisé, Bruce Wayne doit laisser la cape de Batman à Azrael.
- 1993 : Robin IV
- 2009-2011 : Red Robin

### Séries d'animation
- Batman (The New Batman Adventures) (Alan Burnett, Paul Dini, Bruce Timm, 1997-1999) avec Mathew Valencia (VF : Alexis Tomassian)
  - Dans cette série, Tim Drake n'est pas la troisième incarnation de Robin mais la seconde. En effet, Jason Todd n'existe pas dans cette continuité, le destin tragique du personnage ayant été jugée trop violente pour une série d'animation.

- Static Choc (Static Shock) (Dwayne McDuffie, 2000-2004) avec Eli Marienthal (VF : Benjamin Pascal puis Mathias Kozlowski)
- La Ligue des justiciers : Nouvelle Génération (Young Justice) (Greg Weisman, Brandon Vietti, 2010) avec Cameron Bowen (VF : Alexis Tomassian)

### Films d'animation
- Batman : La Mystérieuse Batwoman (Curt Geda, Tim Maltby, 2003) avec Eli Marienthal (VF : Taric Mehani)
- Batman, la relève : Le Retour du Joker (Curt Geda, 2000) avec Dean Stockwell (VF : Patrick Béthune) et Mathew Valencia (VF : Marie-Laure Beneston)
  - Dans ce film, l'on apprend que Tim a abandonné sa carrière de justicier après avoir été violemment séquestré et torturé par le Joker et Harley Quinn.
- Batman Unlimited : L'Instinct animal (Batman Unlimited: Animal Instincts, Butch Lukic, 2015) avec Yuri Lowenthal (VF : Alexis Tomassian)
- Batman Unlimited : Monstrueuse pagaille (Batman Unlimited : Monster Mayhem !, Butch Lukic, 2015) avec Yuri Lowenthal (VF : Alexis Tomassian)
- Batman Ninja (Junpei Mizusaki, 2018) (VF : Sébastien Desjours)

### Jeux vidéo
- Batman: Arkham City (VF : Alexis Tomassian) : Tim Drake est présent dans le jeu sous le masque de Robin en tant que contenu téléchargeable et jouable dans le mode défi. Il apparaît aussi à un moment du mode histoire pour aider Batman.
  - Tim est également jouable dans le DLC Harley Quinn's Revenge dans lequel il recherche Batman kidnappé par Harley Quinn.
- Batman: Arkham Knight (VF : Alexis Tomassian) : Tim Drake apparaît et est jouable dans le jeu pour aider Batman à retrouver toutes les personnes ayant été infectées par le sang du Joker. Il est en couple avec Barbara Gordon.
  - Tim joue également un rôle majeur dans le DLC A Matter of Family, se situant avant Batman Arkham Asylum, où il aide Barbara Gordon / Batgirl à sauver le commissaire Gordon et ses hommes du Joker. Tim est jouable dans certains combats.
  - Tim est le personnage central du DLC Flip of a Coin, se situant après Arkham Knight, où lui et Barbara doivent retourner à Gotham pour stopper Double-Face.
- Lego Batman 3: Beyond Gotham : Tim Drake est présent dans le jeu sous le masque de Robin en tant que personnage jouable. Il apparaît dès le premier niveau du mode histoire, mais le joueur n'apprend sa véritable identité qu'à la fin du deuxième niveau.
- Gotham Knights : Tim Drake est présent sous le masque de Robin en tant que personnage jouable et peut être choisi dès le début du jeu.

### Série télévisée
- 2021-2023 : DC Titans avec Jay Lycurgo (VF : Simon Koukissa-Barney) : Tim Drake apparaît à partir de la saison 3 de la série comme personnage récurrent.